# Llista de topònims d'Argelers
Llista de topònims (noms propis de lloc) d'Argelers (Rosselló).
Informació actualitzada per un bot. Els canvis manuals es perdran quan s'actualitzi!

## carrer
| imatge | Nom                        | Ubicat a | instància de                      | Detalls                              | coordenades                                                            | Protecció | Commons (més fotos) | Dades a WD                    |
| ------ | -------------------------- | -------- | --------------------------------- | ------------------------------------ | ---------------------------------------------------------------------- | --------- | ------------------- | ----------------------------- |
|        | carrer Montesquieu         | Argelers | carrer                            |                                      | 42° 32′ 43″ N, 3° 01′ 13″ E / 42.54527777777778°N,3.0203611111111113°E |           |                     | Modifica les dades a Wikidata |
|        | carrer del Doctor Zamenhof | Argelers | carrer objecte Zamenhof-Esperanto | Anomenat per: Ludwik Lejzer Zamenhof | 42° 32′ 40″ N, 3° 01′ 48″ E / 42.544473°N,3.029931°E                   |           |                     | Modifica les dades a Wikidata |
|        | passeig Ferdinand-Buisson  | Argelers | carrer                            | Anomenat per: Ferdinand Buisson      |                                                                        |           |                     | Modifica les dades a Wikidata |

## castell
| imatge | Nom                      | Ubicat a | instància de    | Detalls | coordenades                                                                 | Protecció                     | Commons (més fotos) | Dades a WD                    |
| ------ | ------------------------ | -------- | --------------- | ------- | --------------------------------------------------------------------------- | ----------------------------- | ------------------- | ----------------------------- |
|        | Castell d'Ultrera        | Argelers | castell château |         | 42° 30′ 56″ N, 2° 58′ 45″ E / 42.5156°N,2.97917°E 496.5 msnm                |                               | Château d'Ultrera   | Modifica les dades a Wikidata |
|        | Castell de Pujols        | Argelers | castell         |         | 42° 33′ 26″ N, 3° 01′ 36″ E / 42.5573°N,3.0267°E 7.36 msnm                  | monument històric inventariat | Château de Pujols   | Modifica les dades a Wikidata |
|        | Castell de Tatzó d'Avall | Argelers | castell château |         | 42° 34′ 06″ N, 3° 00′ 16″ E / 42.568361111111°N,3.0043055555556°E 11.8 msnm |                               |                     | Modifica les dades a Wikidata |

## collada
| imatge | Nom                   | Ubicat a         | instància de | Detalls | coordenades                                                   | Protecció | Commons (més fotos)         | Dades a WD                    |
| ------ | --------------------- | ---------------- | ------------ | ------- | ------------------------------------------------------------- | --------- | --------------------------- | ----------------------------- |
|        | Coll de la Carbassera | Argelers Espolla | collada      |         | 42° 28′ 04″ N, 3° 00′ 53″ E / 42.4678°N,3.0148°E 936 msnm     |           |                             | Modifica les dades a Wikidata |
|        | Coll de la Maçana     | Argelers Espolla | collada      |         | 42° 28′ 11″ N, 3° 00′ 23″ E / 42.4698°N,3.00645°E 981 msnm    |           | Coll de la Maçana (Espolla) | Modifica les dades a Wikidata |
|        | Coll del Pal          | Argelers Espolla | collada      |         | 42° 28′ 19″ N, 3° 01′ 32″ E / 42.47197°N,3.025647°E 917 msnm  |           |                             | Modifica les dades a Wikidata |
|        | Coll dels Terrers     | Argelers Espolla | collada      |         | 42° 28′ 09″ N, 3° 00′ 59″ E / 42.469119°N,3.016373°E 923 msnm |           |                             | Modifica les dades a Wikidata |

## desembocadura
| imatge | Nom                   | Ubicat a | instància de  | Detalls | coordenades                                        | Protecció | Commons (més fotos) | Dades a WD                    |
| ------ | --------------------- | -------- | ------------- | ------- | -------------------------------------------------- | --------- | ------------------- | ----------------------------- |
|        | Grau de la Ribereta   | Argelers | desembocadura |         | 42° 34′ 34″ N, 3° 02′ 45″ E / 42.57615°N,3.04596°E |           |                     | Modifica les dades a Wikidata |
|        | desembocadura del Tec | Argelers | desembocadura |         | 42° 35′ 22″ N, 3° 02′ 41″ E / 42.58949°N,3.04476°E |           |                     | Modifica les dades a Wikidata |

## dolmen
| imatge | Nom                               | Ubicat a | instància de | Detalls                  | coordenades                                                                                       | Protecció                   | Commons (més fotos)              | Dades a WD                    |
| ------ | --------------------------------- | -------- | ------------ | ------------------------ | ------------------------------------------------------------------------------------------------- | --------------------------- | -------------------------------- | ----------------------------- |
|        | Cova de l'Alarb                   | Argelers | dolmen       | Anomenat per: àrabs cova | 42° 31′ 31″ N, 3° 02′ 06″ E / 42.525277777778°N,3.0349722222222°E fr:Bois de Valmy                | monument històric catalogat | Cova de l'Alarb, Argelès-sur-Mer | Modifica les dades a Wikidata |
|        | Dolmen de Sant Pere dels Forquets | Argelers | dolmen       |                          | 42° 31′ 09″ N, 3° 01′ 35″ E / 42.519138888889°N,3.0265°E Sant Pere dels Forcats 204 msnm          |                             |                                  | Modifica les dades a Wikidata |
|        | dolmen dels Collets de Cotlliure  | Argelers | dolmen       |                          | 42° 31′ 16″ N, 3° 01′ 59″ E / 42.521111111111°N,3.0329166666667°E fr:Cami de la Massanne 271 msnm | monument històric catalogat | Dolmen des Collets de Cotlliure  | Modifica les dades a Wikidata |

## església
| imatge | Nom                                                       | Ubicat a      | instància de          | Detalls                                                                                                | coordenades                                                                                       | Protecció                     | Commons (més fotos)                              | Dades a WD                    |
| ------ | --------------------------------------------------------- | ------------- | --------------------- | --- | ------------------------------------------------------------------------------------------------- | ----------------------------- | ------------------------------------------------ | ----------------------------- |
|        | Abadia de Vallbona                                        | Argelers      | església Ús: església | Estil: arquitectura romànica 1242                                                                      | 42° 29′ 39″ N, 3° 02′ 53″ E / 42.49416667°N,3.04805556°E 260.7 msnm                               |                               | Abbaye de Valbonne (Argelès-sur-Mer)             | Modifica les dades a Wikidata |
|        | Mare de Déu de l'Estrella del Mar de la Platja d'Argelers | Argelers      | església              | | 42° 33′ 14″ N, 3° 02′ 41″ E / 42.553939°N,3.044735°E 4.7 msnm                                     |                               | Chapelle Sainte-Marie-Étoile-de-la-Mer           | Modifica les dades a Wikidata |
|        | Sant Ferriol de la Pava                                   | Argelers      | església Ús: església | Estil: arquitectura preromànica de tradició visigòtica 10th century                                    | 42° 31′ 17″ N, 2° 59′ 14″ E / 42.5215°N,2.98735°E 290.1 msnm                                      | monument històric inventariat | Ermitage de Saint-Ferréol-de-la-Pave             | Modifica les dades a Wikidata |
|        | Sant Jeroni d'Argelers                                    | Argelers      | església Ús: església | Estil: arquitectura romànica art preromànic Anomenat per: Jeroni d'Estridó Dedicat a: Jeroni d'Estridó | 42° 31′ 45″ N, 3° 00′ 00″ E / 42.52916667°N,3°E 129.7 msnm                                        |                               | Chapelle Saint-Jérôme d'Argelès                  | Modifica les dades a Wikidata |
|        | Sant Llorenç del Mont (Argelers)                          | Argelers      | església Ús: església | Estil: arquitectura romànica Anomenat per: Llorenç màrtir Dedicat a: Llorenç màrtir                    | 42° 31′ 17″ N, 3° 01′ 10″ E / 42.52138889°N,3.01944444°E 290.1 msnm                               | monument històric catalogat   | Chapelle Saint-Laurent-du-Mont d'Argelès-sur-Mer | Modifica les dades a Wikidata |
|        | Sant Martí i la Santa Creu de Tatzó                       | Argelers      | església Ús: església | Estil: arquitectura romànica Anomenat per: Veracreu                                                    | 42° 34′ 06″ N, 3° 00′ 16″ E / 42.5683°N,3.00442°E Tatzó d'Avall 11.9 msnm                         |                               | Église Saint-Martin-et-Sainte-Croix              | Modifica les dades a Wikidata |
|        | Sant Pere de la Cellera                                   | Argelers      | església              | Estat: ruïnós                                                                                          | 42° 31′ 15″ N, 3° 01′ 24″ E / 42.5209°N,3.02345°E 290.1 msnm                                      |                               |                                                  | Modifica les dades a Wikidata |
|        | Santa Eugènia de Tresmals                                 | Elna Argelers | església Ús: església | Estil: arquitectura romànica                                                                           | 42° 35′ 10″ N, 2° 59′ 51″ E / 42.586111111111°N,2.9975°E                                          |                               | Église Sainte-Eugénie de Tresmals                | Modifica les dades a Wikidata |
|        | Santa Maria de Torreneules                                | Argelers      | església              | Estil: art preromànic Dedicat a: Verge Maria                                                           | 42° 29′ 10″ N, 3° 03′ 41″ E / 42.4861°N,3.06127°E 260.7 msnm                                      |                               | Église Sainte-Marie de Torreneules               | Modifica les dades a Wikidata |
|        | Santa Maria del Castell d'Ultrera                         | Argelers      | església              | Estil: art romànic a Catalunya                                                                         | 42° 30′ 57″ N, 2° 58′ 47″ E / 42.51575°N,2.97975°E 532.5 msnm                                     |                               |                                                  | Modifica les dades a Wikidata |
|        | Santa Maria del Prat                                      | Argelers      | església              | Estil: arquitectura gòtica Dedicat a: Verge Maria                                                      | 42° 32′ 47″ N, 3° 01′ 21″ E / 42.546305555556°N,3.0225555555556°E fr:rue de la République 17 msnm | monument històric inventariat | Église Notre-Dame del Prat d'Argelès-sur-Mer     | Modifica les dades a Wikidata |

## instal·lació
| imatge | Nom                        | Ubicat a | instància de                                                                | Detalls | coordenades | Protecció | Commons (més fotos)          | Dades a WD                    |
| ------ | -------------------------- | -------- | --------------------------------------------------------------------------- | ------- | --- | --------- | ---------------------------- | ----------------------------- |
|        | casa de la vila d'Argelers | Argelers | instal·lació Ús: seu del govern local                                       |         | 42° 32′ 57″ N, 3° 01′ 16″ E / 42.5491104019323°N,3.02102156512755°E fr:ALL FERDINAND BUISSON, BP 99, 66704 ARGELES SUR MER CEDEX |           | Town hall of Argelès-sur-Mer | Modifica les dades a Wikidata |
|        | sala Buisson               | Argelers | instal·lació Ús: sala municipal centre de vacunació de la COVID-19 a França |         | 42° 33′ 01″ N, 3° 01′ 28″ E / 42.5504°N,3.02434°E fr:1 allee Ferdinand Buisson, 66700 Argelès-sur-Mer, France                    |           |                              | Modifica les dades a Wikidata |

## muntanya
| imatge | Nom                        | Ubicat a                               | instància de | Detalls | coordenades                                                            | Protecció | Commons (més fotos)      | Dades a WD                    |
| ------ | -------------------------- | -------------------------------------- | ------------ | ------- | ---------------------------------------------------------------------- | --------- | ------------------------ | ----------------------------- |
|        | Muntanya Rasa              | Argelers Espolla                       | muntanya     |         | 42° 28′ 15″ N, 3° 01′ 14″ E / 42.470944°N,3.020694°E 979 msnm          |           |                          | Modifica les dades a Wikidata |
|        | Pic de Sallfor             | Espolla Argelers Banyuls de la Marenda | muntanya     |         | 42° 28′ 24″ N, 3° 02′ 17″ E / 42.4734705922°N,3.03804096524°E 994 msnm |           |                          | Modifica les dades a Wikidata |
|        | Puig Nalt                  | Argelers Sureda                        | muntanya     |         | 42° 30′ 51″ N, 2° 58′ 31″ E / 42.514068°N,2.97537°E 559.9 msnm         |           |                          | Modifica les dades a Wikidata |
|        | Puig de Castell Serradillo | Espolla Argelers Banyuls de la Marenda | muntanya     |         | 42° 28′ 27″ N, 3° 02′ 26″ E / 42.474167°N,3.040444°E                   |           |                          | Modifica les dades a Wikidata |
|        | Puig de la Carbassera      | Argelers Espolla                       | muntanya     |         | 42° 27′ 59″ N, 3° 00′ 47″ E / 42.4664°N,3.01302°E                      |           |                          | Modifica les dades a Wikidata |
|        | Puig de la Martina         | Argelers Sureda                        | muntanya     |         | 42° 30′ 07″ N, 2° 58′ 57″ E / 42.501931°N,2.982508°E 607.6 msnm        |           |                          | Modifica les dades a Wikidata |
|        | Puig dels Quatre Termes    | Argelers Sureda                        | muntanya     |         | 42° 28′ 34″ N, 2° 59′ 55″ E / 42.47608889°N,2.99866111°E               |           |                          | Modifica les dades a Wikidata |
|        | Roc de Santa Eulàlia       | Argelers Espolla                       | muntanya     |         | 42° 28′ 19″ N, 3° 01′ 32″ E / 42.47197°N,3.025647°E 979 msnm           |           | Roc de Santa Eulàlia     | Modifica les dades a Wikidata |
|        | Torre de la Maçana         | Sureda Argelers                        | muntanya     |         | 42° 29′ 53″ N, 3° 01′ 35″ E / 42.498172°N,3.026334°E 794 msnm          |           | Torre de la Maçana (cim) | Modifica les dades a Wikidata |

## platja
| imatge | Nom              | Ubicat a | instància de | Detalls | coordenades                                        | Protecció | Commons (més fotos) | Dades a WD                    |
| ------ | ---------------- | -------- | ------------ | ------- | -------------------------------------------------- | --------- | ------------------- | ----------------------------- |
|        | platja del Racó  | Argelers | platja       |         | 42° 32′ 17″ N, 3° 03′ 21″ E / 42.53797°N,3.05583°E |           |                     | Modifica les dades a Wikidata |
|        | platja dels Pins | Argelers | platja       |         | 42° 33′ 34″ N, 3° 02′ 51″ E / 42.55947°N,3.04759°E |           |                     | Modifica les dades a Wikidata |

## port de muntanya
| imatge | Nom                      | Ubicat a                                 | instància de     | Detalls | coordenades                                                            | Protecció | Commons (més fotos) | Dades a WD                    |
| ------ | ------------------------ | ---------------------------------------- | ---------------- | ------- | ---------------------------------------------------------------------- | --------- | ------------------- | ----------------------------- |
|        | Coll de Vallàuria        | Banyuls de la Marenda Argelers Cotlliure | port de muntanya |         | 42° 29′ 00″ N, 3° 04′ 11″ E / 42.4832°N,3.0696°E                       |           |                     | Modifica les dades a Wikidata |
|        | Coll de la Miquelassa    | Argelers Sureda                          | port de muntanya |         | 42° 30′ 33″ N, 3° 01′ 06″ E / 42.509053°N,3.018258°E 543.4 msnm        |           |                     | Modifica les dades a Wikidata |
|        | Coll de la Plaça d'Armes | Argelers                                 | port de muntanya |         | 42° 29′ 41″ N, 3° 01′ 54″ E / 42.494598971065216°N,3.031736725706972°E |           |                     | Modifica les dades a Wikidata |
|        | Coll de la Vena          | Argelers Sureda                          | port de muntanya |         | 42° 30′ 29″ N, 3° 01′ 12″ E / 42.508017°N,3.019981°E 554.4 msnm        |           |                     | Modifica les dades a Wikidata |
|        | Coll del Boc             | Argelers Sureda                          | port de muntanya |         | 42° 30′ 54″ N, 2° 58′ 43″ E / 42.515036°N,2.978525°E 498.9 msnm        |           |                     | Modifica les dades a Wikidata |
|        | Collada de l'Àliga       | Argelers Sureda                          | port de muntanya |         | 42° 30′ 55″ N, 3° 00′ 04″ E / 42.515294°N,3.001161°E 534.4 msnm        |           |                     | Modifica les dades a Wikidata |
|        | Collet de l'Alzina       | Argelers Sureda                          | port de muntanya |         | 42° 30′ 33″ N, 3° 01′ 06″ E / 42.509078°N,3.018244°E 543.5 msnm        |           |                     | Modifica les dades a Wikidata |

## reserva natural nacional
| imatge | Nom                                      | Ubicat a      | instància de                            | Detalls                      | coordenades                                                       | Protecció | Commons (més fotos)                                   | Dades a WD                    |
| ------ | ---------------------------------------- | ------------- | --------------------------------------- | ---------------------------- | ----------------------------------------------------------------- | --------- | ----------------------------------------------------- | ----------------------------- |
|        | Reserva Natural del Bosc de la Maçana    | Argelers      | reserva natural nacional àrea protegida | 1973 Superfície: 336ha       | 42° 28′ 41″ N, 3° 01′ 26″ E / 42.478055555556°N,3.0238888888889°E |           | Réserve naturelle nationale de la forêt de la Massane | Modifica les dades a Wikidata |
|        | reserva natural nacional del Mas Larrieu | Argelers Elna | reserva natural nacional                | 1984-07-17 Superfície: 145ha | 42° 35′ 13″ N, 3° 02′ 25″ E / 42.586944444444°N,3.0402777777778°E |           | Réserve naturelle nationale du Mas Larrieu            | Modifica les dades a Wikidata |

## Misc
| imatge | Nom                           | Ubicat a                                                                   | instància de                  | Detalls                                                                      | coordenades | Protecció                                   | Commons (més fotos)                          | Dades a WD                    |
| ------ | ----------------------------- | -------------------------------------------------------------------------- | ----------------------------- | ---------------------------------------------------------------------------- | --- | ------------------------------------------- | -------------------------------------------- | ----------------------------- |
|        | Bosc Comunal d'Argelers       | Argelers                                                                   | bosc comunal                  |                                                                              | |                                             |                                              | Modifica les dades a Wikidata |
|        | Camp d'Argelers               | Argelers                                                                   | camp de concentració          |                                                                              | 42° 33′ 44″ N, 3° 02′ 46″ E / 42.562188888889°N,3.0460277777778°E |                                             |                                              | Modifica les dades a Wikidata |
|        | Château de Valmy              | Argelers                                                                   | celler château                | Arquitecte: Viggo Dorph-Petersen Estil: arquitectura modernista 18th century | 42° 31′ 51″ N, 3° 01′ 44″ E / 42.5309°N,3.02894°E |                                             | Château de Valmy                             | Modifica les dades a Wikidata |
|        | Costa Vermella                | Argelers Banyuls de la Marenda Cotlliure Portvendres Cervera de la Marenda | zona litoral                  | Anomenat per: vermeil                                                        | 42° 30′ 00″ N, 3° 08′ 00″ E / 42.5°N,3.13333333°E |                                             | Côte Vermeille                               | Modifica les dades a Wikidata |
|        | Estació d'Argelers            | Argelers                                                                   | baixador                      | 1866-03-21                                                                   | 42° 32′ 47″ N, 3° 01′ 23″ E / 42.546388888889°N,3.0230555555556°E fr:Avenue de la Gare 66700 Argelès-sur-Mer 13 msnm                                                                                                 |                                             | Gare d'Argelès-sur-Mer                       | Modifica les dades a Wikidata |
|        | La Pava                       | Argelers Pirineus Orientals                                                | municipi francès              |                                                                              | 42° 31′ 17″ N, 2° 59′ 14″ E / 42.5215°N,2.98735°E 160.8 msnm |                                             | La Pava                                      | Modifica les dades a Wikidata |
|        | Ribera de Sant Andreu         | Sureda Sant Andreu de Sureda Argelers                                      | curs d'aigua riu              | Desemboca: mar Mediterrània Llarg: 22.1 15km                                 | 42° 33′ 20″ N, 2° 58′ 17″ E / 42.55555555555556°N,2.971388888888889°E 42° 34′ 35″ N, 3° 02′ 45″ E / 42.576388888888886°N,3.0458333333333334°E 42° 30′ 04″ N, 2° 58′ 18″ E / 42.50111111111111°N,2.9716666666666667°E |                                             |                                              | Modifica les dades a Wikidata |
|        | Sant Pere dels Forquets       | Argelers                                                                   | assentament humà              |                                                                              | 42° 31′ 01″ N, 3° 01′ 32″ E / 42.516955555556°N,3.025475°E 234.4 msnm |                                             |                                              | Modifica les dades a Wikidata |
|        | Santa Maria Magdalena de Vida | Argelers                                                                   | eremitori temple              |                                                                              | 42° 31′ 44″ N, 2° 59′ 59″ E / 42.52892°N,2.99979°E 133.5 msnm |                                             | Ermitage Notre-Dame-de-Vie d'Argelès-sur-Mer | Modifica les dades a Wikidata |
|        | Tatzó d'Avall                 | Argelers                                                                   | localitat                     |                                                                              | 42° 34′ 06″ N, 3° 00′ 16″ E / 42.568346°N,3.004324°E 11.9 msnm | monument històric inventariat               | Taxo d'Avall                                 | Modifica les dades a Wikidata |
|        | Tec                           | Pirineus Orientals                                                         | riu                           | Desemboca: mar Mediterrània Llarg: 84.1km Conca: 721km²                      | 42° 35′ 25″ N, 3° 02′ 42″ E / 42.59027778°N,3.045°E 42° 25′ 22″ N, 2° 19′ 20″ E / 42.4229°N,2.3223°E 42° 35′ 21″ N, 3° 02′ 42″ E / 42.5893°N,3.0451°E                                                                |                                             | Tech (river)                                 | Modifica les dades a Wikidata |
|        | Torre de la Maçana            | Argelers                                                                   | torre                         |                                                                              | 42° 29′ 53″ N, 3° 01′ 33″ E / 42.4981°N,3.0259°E 753 msnm |                                             | Tour de la Massane                           | Modifica les dades a Wikidata |
|        | Torre del Puig de Miravent    | Argelers                                                                   | edifici                       |                                                                              | 42° 30′ 57″ N, 2° 58′ 47″ E / 42.51575°N,2.97975°E 382.63 msnm |                                             |                                              | Modifica les dades a Wikidata |
|        | Tractat d'Argelers            | Argelers                                                                   | tractat internacional         |                                                                              | |                                             |                                              | Modifica les dades a Wikidata |
|        | Vila fortificada d'Argelers   | Argelers                                                                   | vila closa                    |                                                                              | 42° 32′ 50″ N, 3° 01′ 21″ E / 42.547102°N,3.022507°E 18.51 msnm |                                             |                                              | Modifica les dades a Wikidata |
|        | cementiri d'Argelers          | Argelers                                                                   | cementiri                     |                                                                              | 42° 32′ 35″ N, 3° 01′ 13″ E / 42.5431°N,3.0204°E |                                             |                                              | Modifica les dades a Wikidata |
|        | estació del Racó              | Argelers                                                                   | antiga estació de ferrocarril |                                                                              | 42° 32′ 06″ N, 3° 03′ 18″ E / 42.535°N,3.055°E |                                             |                                              | Modifica les dades a Wikidata |
|        | fageda de la Maçana           | Argelers                                                                   | beech forest                  | Superfície: 120ha                                                            | 42° 28′ 58″ N, 3° 01′ 45″ E / 42.48277777777778°N,3.029166666666667°E | lloc component de Patrimoni de la Humanitat |                                              | Modifica les dades a Wikidata |
|        | la Platja d'Argelers          | Argelers                                                                   | ressort marítim               |                                                                              | 42° 33′ 24″ N, 3° 02′ 36″ E / 42.55667°N,3.043361°E |                                             |                                              | Modifica les dades a Wikidata |
|        | memorial del camp d'Argelers  | Argelers                                                                   | memorial                      |                                                                              | 42° 32′ 46″ N, 3° 01′ 25″ E / 42.54611°N,3.02356°E |                                             |                                              | Modifica les dades a Wikidata |
|        | parc municipal de Valmy       | Argelers                                                                   | parc                          | Superfície: 6ha                                                              | |                                             |                                              | Modifica les dades a Wikidata |
|        | port esportiu d'Argelers      | Argelers                                                                   | instal·lació esportiva        | 1986                                                                         | 42° 32′ 29″ N, 3° 02′ 54″ E / 42.54127°N,3.04835°E fr:PORT DE PLAISANCE ZONE TECHNIQUE DU PORT 66700 Argelès-sur-Mer                                                                                                 |                                             |                                              | Modifica les dades a Wikidata |
|        | santuari de la Fajosa         | Argelers                                                                   | templet font                  | -535                                                                         | 42° 28′ 26″ N, 3° 01′ 10″ E / 42.4738°N,3.0194°E serra de l'Albera |                                             |                                              | Modifica les dades a Wikidata |